# Ministerio de Educación y Ciencia (Portugal)
El Ministerio de Educación y Ciencia (MEC) es el ministerio del Gobierno de Portugal que tiene por misión definir, coordinar, ejecutar y evaluar las políticas nacionales dirigidas al sistema educativo, a la enseñanza superior, a la ciencia y a la sociedad de la información, articulándolas como las políticas de cualificación y formación profesional.

## Organigrama

### Secretarios de Estado
El Ministro de Educación y Ciencia es ayudado por los siguientes Secretarios de Estado:
- Secretario de Estado de la Enseñanza Superior;
- Secretaria de Estado de la Ciencia;
- Secretario de Estado de la Enseñanza y de la Administración Escolar;
- Secretaria de Estado de la Enseñanza Básica y Secundaria.

### Servicios, organismos y estructuras
El Ministerio de Educación y Ciencia comprende los servicios, organismos y estructuras:
- Servicios centrales:
  - Secretaría General
  - Inspección General da Educación y Ciencia
  - Dirección General da Educación
  - Dirección General de la Enseñanza Superior
  - Dirección General da Administración Escolar
  - Dirección General de Estadísticas da Educación y Ciencia
  - Dirección General de Planeamiento y Gestión Financiera;
  - Gabinete de Evaluación Educacional
- Organismos:
  - Fundación para la Ciencia y la Tecnología, I. P.
  - Estadio Universitario de Lisboa, I. P.
  - Centro Científico y Cultural de Macau, I. P.
  - Agencia Nacional para la Cualificación y la Enseñanza Profesional, I. P.
- Órganos consultivos:
  - Consejo Nacional de Educación;
  - Consejo das Escuelas;
  - Consejo Coordinador de la Enseñanza Superior.
- Otras estructuras
  - Consejo Nacional de Ciencia e Tecnología
  - Academia das Ciencias de Lisboa.

El Ministerio de Educación y Ciencia, en relación con las instituciones y establecimientos de enseñanza superior, ejerce:
- La tutela sobre las universidades públicas, los institutos politécnicos públicos y los establecimientos públicos de enseñanza universitaria y politécnica que no se encuntren en el ámbito de la tutela de otros departamentos de Estado;[4]
- Las competencias fijadas por la ley en relación con los establecimientos de enseñanza superior privada.[5]

## Historia

### Hasta 1870
Até 1870, a administração da educação em Portugal foi da responsabilidade do Ministério do Reino. Nesse ano foi criado pela primeira vez um ministério especializado, denominado Ministério da Instrução Pública, e logo extinto.

### Desde 1870 hasta la actualidad
Entre 1870 e a actualidade, o departamento governamental responsável pela educação sofreu diversas alterações na sua denominação e âmbito:
- Ministério dos Negócios da Instrução Pública (1870 — 1870)
- Ministério do Reino (1870 — 1890)
- Ministério da Instrução Pública e Belas Artes (1890 — 1892)
- Ministério da Instrução Pública (1913 — 1936)
- Ministério da Educação Nacional (1936 — 1974)[7]
- Ministério da Educação e Cultura (1974 — 1975)[8]
- Ministério da Educação e Investigação Científica (1975 — 1978)
- Ministério da Educação e Cultura (1978 — 1978)[9]
- Ministério da Educação e Investigação Científica (1978 — 1979)[10]
- Ministério da Educação (1979 — 1980)[11]
- Ministério da Educação e Ciência (1980 — 1981)[12]
- Ministério da Educação e das Universidades (1981 — 1982)[13]
- Ministério da Educação (1982 — 1985)[14]
- Ministério da Educação e Cultura (1985 — 1987)[15]
- Ministério da Educação (1987 — 2011)[16]
- Ministério da Educação e Ciência (2011 —)[17][18]

### La autonomía temporal de la enseñanza superior
Entre 2002 e 2011, o ensino superior esteve no âmbito de outro departamento governamental, que adoptou as seguintes denominações:
- Ministério da Ciência e Ensino Superior (2002 — 2004)[19]
- Ministério da Ciência, Inovação e Ensino Superior (2004 — 2005)[20]
- Ministério da Ciência, Tecnología e Ensino Superior (2005 — 2011)[21]

### El sector de la ciencia
El sector de la ciencia ha sido responsabilidad de diferentes departamentos gubernamentales. Más recientemente, en 1995, fue creado un ministerio especialmente vocacionado para ese sector (Ministério da Ciência e Tecnología). En 2002, a la autonomía de la responsabilidad gubernamental de la enseñanza superior se unió la investigación científica. En 2011 la investigación científica acompañó a la enseñanza en su regreso al Ministerio ahora denominado de Educación y Ciencia.